# Conseil de la création artistique
Pour les articles homonymes, voir CCA.
Le Conseil de la création artistique (CCA) a été de février 2009 à avril 2011  une commission française chargée « d'éclairer les choix des pouvoirs publics en vue d'assurer le développement et l'excellence de la création artistique française, de promouvoir sa diffusion la plus large, notamment internationale, et d'arrêter les orientations de nature à permettre leur mise en œuvre ».
Annoncé le 13 janvier 2009 par le président de la République Nicolas Sarkozy lors de la présentation de ses vœux au monde de la culture à Nice, il est officialisé par décret le 30 janvier 2009. 
Le 2 février 2009, à la veille du 50e anniversaire de la création du ministère de la Culture, ce conseil financièrement et politiquement indépendant de ce ministère, est présenté à l'Élysée, décrit par Nicolas Sarkozy comme un « laboratoire d'idées » devant permettre de mettre « un coup de pied dans la fourmilière, de bousculer les choses ». Il le veut en rupture avec les habitudes du ministère pour « vaincre la pensée unique » et rompre avec des « décennies de mauvaises habitudes », ajoutant que « aider tout le monde faute de savoir discerner la qualité, c'est, de [s]on point de vue, créer une formidable injustice ». 
Après avoir expérimenté et évalué seize projets en France et à l'étranger durant près de deux ans, le Conseil de la création artistique remet son bilan au Chef de l'État et au Ministre de la Culture et de la Communication le 29 avril 2011 et, considérant que ses missions sont remplies, propose son auto-dissolution pour se placer hors du temps politique et marquer son indépendance d'esprit, une indépendance nécessaire et remarquée par nombre d'acteurs culturels.

## Composition
Présidé par le président de la République, le ministre de la Culture et de la Communication en assure la vice-présidence.
Il est animé par le délégué général Marin Karmitz, producteur et exploitant de cinéma.
Le conseil est composé de onze membres, professionnels de la culture :
- Henri Atlan, médecin, directeur du centre de recherche en biologie humaine à l'hôpital Hadassah de Jérusalem, directeur d'études à l'EHESS,
- Laurent Bayle, directeur général de la Cité de la musique,
- Jacques Blanc, directeur du Quartz de Brest,
- Hervé Chabalier, journaliste, PDG de l'agence CAPA,
- Emmanuel Ethis, sociologue de la culture, président de l'Université d'Avignon,
- Vincent Frèrebeau, fondateur de Tôt ou tard,
- Dominique Hervieu, directrice du Théâtre national de Chaillot,
- Emmanuel Hoog, PDG de l'INA et président de la Maison de la Poésie,
- Laurent Le Bon, directeur du Centre Pompidou-Metz,
- Olivier Meyer, directeur du Théâtre de l'Ouest parisien de Boulogne-Billancourt, du Théâtre Jean-Vilar de Suresnes et de Suresnes Cités Danse,
- Jean Vinet, directeur du Centre des arts du cirque de Basse-Normandie de Cherbourg.

Dès son annonce, cette liste est critiquée pour son manque de parité (une femme pour onze hommes) et de diversité, et l'absence de professionnels étrangers et de créateurs au profit des directeurs de lieux ou d'organismes culturels français.